# Walentyn Paquay
Walentyn Paquay (ur. 17 listopada 1828 w Tongeren, zm. 1 stycznia 1905 w Hasselt) – belgijski zakonnik, błogosławiony Kościoła katolickiego.

## Życiorys
Był piątym, z jedenaściorga dzieci swoich rodziców. Wstąpił do kolegium kanoników regularnych, a w 1845 roku wstąpił do zakonu Braci Mniejszych franciszkanów. W dniu 10 czerwca 1854 roku otrzymał święcenia kapłańskie; potem wysłano go do Hasselt. Był definitorem prowincjalnym swego zakonu. Zmarł w opinii świętości.
Został beatyfikowany przez Jana Pawła II w dniu 9 listopada 2003 roku. Jego wspomnienie liturgiczne zostało wyznaczone na 1 stycznia.